# Giorgio Carlo Calvi di Bergolo
Pour les articles homonymes, voir Calvi di Bergolo, Calvi (homonymie) et Bergolo (homonymie).
Giorgio Carlo Calvi di Bergolo , né le 15 mars 1887 à Athènes et mort le 25 février 1977 à Rome, est un général italien, membre de la famille Calvi di Bergolo.

## Biographie
Giorgio Carlo Calvi di Bergolo, né le 15 mars 1887 à Athènes, est issu de la famille d'origine savoyarde Calvi di Bergolo.
Il participe à la Première Guerre mondiale comme officier de bombardier. Son action sur le terrain pendant le conflit est récompensée par une médaille d'argent, trois en bronze et une Croix.
Une fois la paix revenue, il enseigne l'équitation à la Regia scuola.
En 1923 il épouse la princesse Yolande de Savoie, premier enfant du roi Victor-Emmanuel III.
En 1935 il est inspecteur de cavalerie en Libye.
À partir de 1942, il commande la division Centauro sur le front de Libye.
Au début de 1943, les forces de l'Axe sont en Tunisie et la division Centauro est protagoniste des premières victoires de l'armée italienne sur les Américains : Bataille de Kasserine et d'El Guettar.
Rentré à Rome, après la déclaration de l'armistice de Cassibile du 8 septembre 1943, Calvi di Bergolo est nommé commandant du corps d'armée de Rome.
Le 10 septembre 1943, il conclut un accord avec les Allemands pour le commandement de Rome en tant que « ville ouverte » avant d'être arrêté par ceux-ci. Il est libéré par les alliés en juin 1944.
Après la Seconde Guerre mondiale, Giorgio Carlo Calvi di Bergolo est affecté à l'armée de réserve et à la suite de la victoire de la « République » lors du référendum institutionnel de 1946 il quitte l'Italie, puis rentre en 1955 et se retire de la vie active.
Il meurt à Rome le 25 février 1977.

## Décorations

Chevalier de l'Ordre de la couronne d'Italie
Médaille d'argent à la valeur militaire
Médaille de bronze à la valeur militaire
Croix de guerre à la valeur militaire
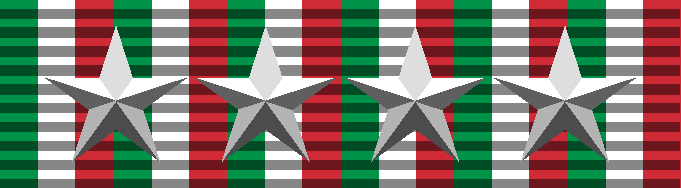
Médaille commémorative de la guerre italo-autrichienne 1915 – 1918
Médaille commémorative de l'Unification de l'Italie
Médaille commémorative italienne de la victoire
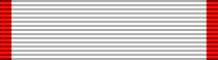
Chevalier de II classe de l'ordre du Dannebrog (Danemark)

## Sources
- (it) Cet article est partiellement ou en totalité issu de l’article de Wikipédia en italien intitulé « Giorgio Carlo Calvi di Bergolo » (voir la liste des auteurs).